# Villeneuve-le-Roi
Villeneuve-le-Roi est une commune française située dans le département du Val-de-Marne, en région Île-de-France. Ses habitants sont appelés les Villeneuvois.
Située à 15 km au sud-est de Paris, la ville est bordée par la Seine à l’est et par l’aéroport d’Orly à l’ouest.
Du plateau sur lequel est situé l’aéroport, la ville s’étire à flanc de coteau jusque vers la Seine, en contrebas.
La ville se caractérise par un fort taux de logements de type pavillonnaire contrairement à ses voisins, Villeneuve-Saint-Georges et Orly. Son quartier du Haut-Pays se distingue par de nombreuses maisons caractéristiques du village agricole qu’était Villeneuve-le-Roi autrefois.
Au centre-ville, le kiosque, érigé en 1910, est le symbole le plus marquant de la commune. Destiné à l’accueil d’ensembles musicaux ou de fêtes, le kiosque est un exemple de réalisation de l’Art nouveau figurant un aspect végétal dans des matériaux modernes tels le béton, le ciment ou le fer forgé.

## Géographie

### Localisation

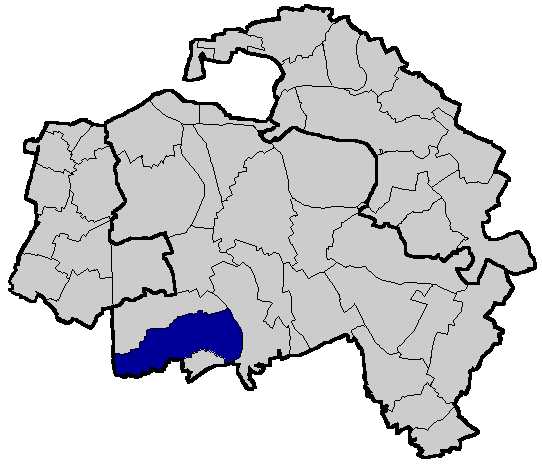
Villeneuve-le-Roi dans le Val-de-Marne

Villeneuve-le-Roi est située dans la région Île-de-France et dans le département du Val-de-Marne.

### Climat
Pour un article plus général, voir Climat de l'Île-de-France et Climat de Villeneuve-Le-Roi.
En 2010, le climat de la commune est de type climat océanique dégradé des plaines du Centre et du Nord, selon une étude du CNRS s'appuyant sur une série de données couvrant la période 1971-2000. En 2020, Météo-France publie une typologie des climats de la France métropolitaine dans laquelle la commune est exposée à un climat océanique altéré et est dans la région climatique Sud-ouest du bassin Parisien, caractérisée par une faible pluviométrie, notamment au printemps (120 à 150 mm) et un hiver froid (3,5 °C).
Pour la période 1971-2000, la température annuelle moyenne est de 11,9 °C, avec une amplitude thermique annuelle de 15,5 °C. Le cumul annuel moyen de précipitations est de 649 mm, avec 10,9 jours de précipitations en janvier et 7,6 jours en juillet. Pour la période 1991-2020, la température moyenne annuelle observée sur la station météorologique la plus proche, située sur la commune d'Athis-Mons à 3 km à vol d'oiseau, est de 12,1 °C et le cumul annuel moyen de précipitations est de 622,2 mm,. Pour l'avenir, les paramètres climatiques de la commune estimés pour 2050 selon différents scénarios d'émission de gaz à effet de serre sont consultables sur un site dédié publié par Météo-France en novembre 2022.
| Mois                                  | jan.             | fév.           | mars          | avril           | mai             | juin          | jui.           | août           | sep.           | oct.            | nov.            | déc.             | année      |
| ------------------------------------- | ---------------- | -------------- | ------------- | --------------- | --------------- | ------------- | -------------- | -------------- | -------------- | --------------- | --------------- | ---------------- | ---------- |
| Température minimale moyenne (°C)     | 2,1              | 2              | 4,2           | 6,4             | 9,9             | 13,1          | 15             | 14,6           | 11,5           | 8,7             | 5               | 2,7              | 7,9        |
| Température moyenne (°C)              | 4,7              | 5,2            | 8,3           | 11,3            | 14,8            | 18,2          | 20,4           | 20,2           | 16,5           | 12,6            | 7,9             | 5,2              | 12,1       |
| Température maximale moyenne (°C)     | 7,2              | 8,5            | 12,5          | 16,2            | 19,8            | 23,2          | 25,8           | 25,7           | 21,5           | 16,4            | 10,9            | 7,6              | 16,3       |
| Record de froid (°C) date du record   | −16,8 17.01.1985 | −15 02.02.1956 | −9,4 01.03.05 | −4,3 16.04.1921 | −1,3 07.05.1957 | 3,1 01.06.06  | 6,7 01.07.1922 | 5,6 31.08.1923 | 1,7 20.09.1952 | −3,9 30.10.1955 | −9,6 28.11.1921 | −13,3 29.12.1964 | −16,8 1985 |
| Record de chaleur (°C) date du record | 16,5 27.01.03    | 20,8 27.02.19  | 25,3 31.03.21 | 29,4 16.04.1949 | 35 24.05.1922   | 37,1 21.06.17 | 41,9 25.07.19  | 40 12.08.03    | 35,4 09.09.23  | 31,3 04.10.1921 | 21,8 07.11.15   | 17,3 16.12.1989  | 41,9 2019  |
| Ensoleillement (h)                    | 533              | 852            | 1 529         | 2 025           | 217             | 2 243         | 2 469          | 2 209          | 1 857          | 1 166           | 624             | 639              | 18 313     |
| Précipitations (mm)                   | 46,8             | 42,6           | 44,4          | 44,5            | 63              | 56,1          | 52,9           | 57,9           | 47,4           | 52,8            | 53,4            | 60,4             | 622,2      |

### Voies de communication et transports

#### Voies routières
Villeneuve-le-Roi est traversée par plusieurs axes routiers majeurs :
- d'Est en Ouest par la D136 qui relie la commune de Villeneuve-Saint-Georges via le Pont de Villeneuve-Le-Roi à celle d'Orly en longeant les pistes de l'Aéroport d'Orly[8]
- du Nord au Sud par la D5 qui relie la commune d'Athis-Mons à celle d'Orly[9]
- du Nord au Sud par la D266 qui permet de rejoindre la commune d'Ablon-Sur-Seine[10]
- du Sud Est au sud Ouest par la D249 qui permet de rejoindre la commune d'Ablon-Sur-Seine par un itinéraire bis qui longe la Seine[11].

#### Transports en commun
|  | Villeneuve-le-Roi est desservie par la gare de Villeneuve-le-Roi située sur la ligne C du RER, ainsi que par certaines gares se trouvant à proximité de la ville : Orly-Ville, Orly - Les Saules, Ablon également sur la ligne C ; Villeneuve-Saint-Georges sur la ligne D du RER. La ville est traversée par les lignes du réseau de bus Seine Grand Orly suivantes : - 480 Aéroport Orly 1-2-3 ⥋ Gare de Villeneuve-Saint-Georges RER - 483 : Gare de Choisy-le-Roi RER ⥋ Gare de Villeneuve-Saint-Georges RER - 482 Thiais - Belle Épine Sud / Mairie d'Orly - Place François Mitterrand ⥋ Villeneuve-le-Roi - Place Jeanne d'Arc - LICORNE : (Circulaire) Villeneuve-le-Roi — Foyer Jean-Rostand ⥋ via Villeneuve-le-Roi — La Fresnaie La ville est également desservie la nuit par la ligne de bus Noctilien N133. |

## Urbanisme

### Typologie
Au 1er janvier 2024, Villeneuve-le-Roi est catégorisée grand centre urbain, selon la nouvelle grille communale de densité à sept niveaux définie par l'Insee en 2022.
Elle appartient à l'unité urbaine de Paris, une agglomération inter-départementale regroupant 407  communes, dont elle est une commune de la banlieue,,. Par ailleurs la commune fait partie de l'aire d'attraction de Paris, dont elle est une commune du pôle principal,. Cette aire regroupe 1 929 communes,.

### Projets d'aménagements
Les projets d'aménagement ont été décidés en début de mandat par le maire Didier Gonzalès[réf. incomplète][non neutre]. Le bas de la ville où 8 hectares étaient à l'abandon a beneficié d'un projet urbain de grande ampleur. Pavillons, copropriétés, une crèche, une résidence senior sont sortis de terre entre 2008 et 2012. D'autres projets le long de la Seine et la mise en valeur des anciennes darses de Villeneuve-le-Roi compléteront le projet jouxtant la cité Paul Bert qui, elle, bénéficie du plan ANRU.

## Toponymie
Villa nova en 1113, Villa nova quæ dicitur Regis en 1140, apud Villam Novam en 1197, Villanova regis en 1238, Villeneuve le Roy au XVIIe siècle.

## Histoire
La présence d'un menhir sur le site témoigne d'une activité humaine à l'époque néolithique.
En 1860, les découvertes archéologiques mettent au jour un hameau gaulois et des fragments de poterie.
Au XIIe siècle, des moines défricheurs s'installent sur le site particulièrement boisé et créent le village appelé Villa Nova. À cette époque, les terres de Villeneuve-le-Roi sont possession de l'abbaye Saint-Victor. Nombre de serfs travaillent notamment à la vigne et ce n'est qu'en 1248 que Louis IX les libère de leur joug.
Le premier propriétaire de Villeneuve-le-Roi semble être Jean d'Ays à qui les terres sont données par le roi Philippe le Bel. Cédé un temps à l'ordre des Chartreux, le domaine est acheté en 1596 par Matthieu Marcel, qui devient premier seigneur de Villeneuve.

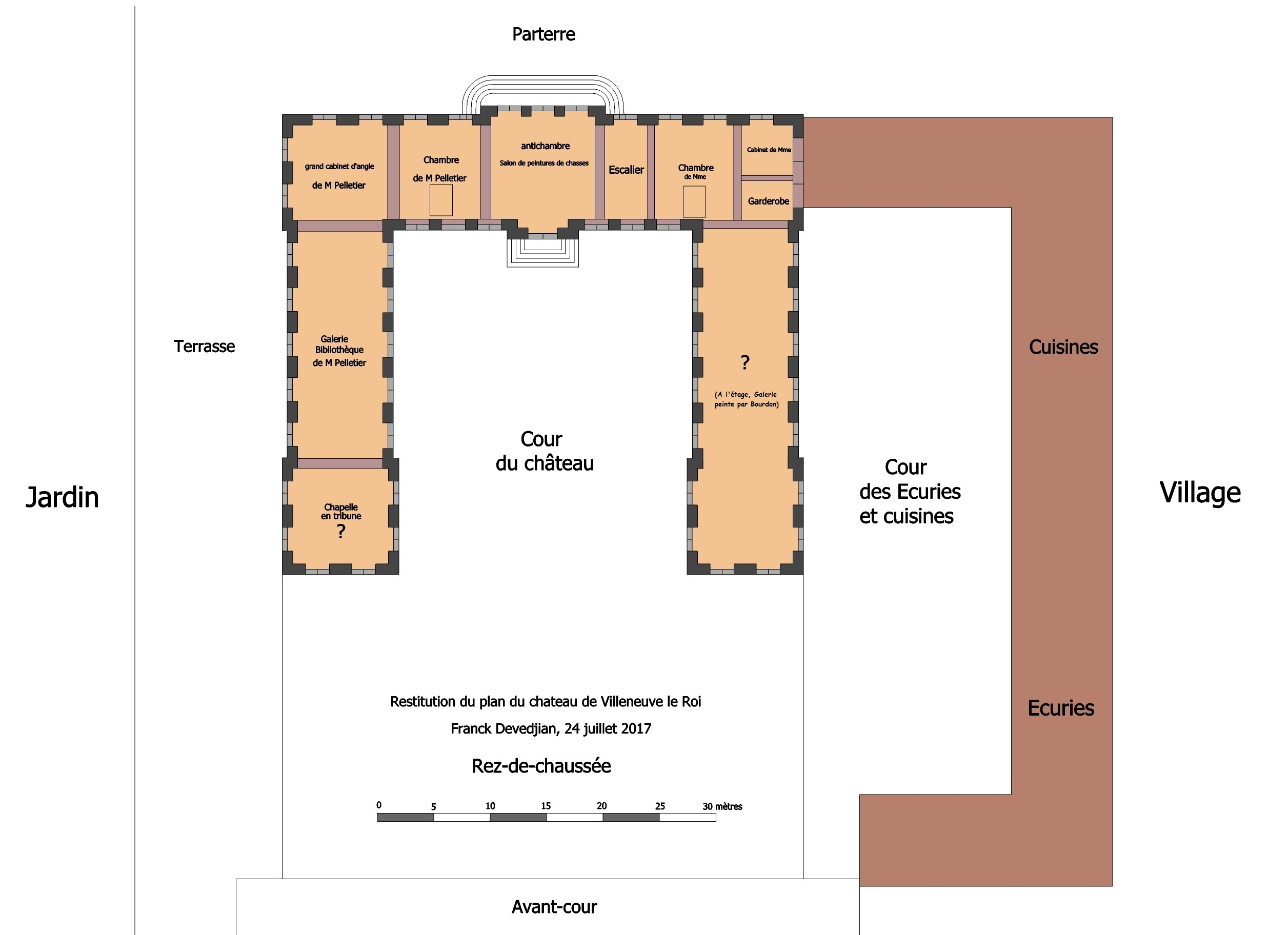
Restitution du plan du rez-de-chaussée du château de Villeneuve-le-Roi.

Au tout début du XVIIe siècle, Guillaume du Vair entreprend la construction d'un premier château. En mourant en 1621, il lègue les biens de la seigneurie à sa sœur Antoinette du Vair, veuve Alleaume. C'est ensuite la fille de cette dernière, Françoise Alleaume, femme de Jacques Ribier, qui recueille la succession, sous réserve que ladite terre revienne à l'un de ses fils, à charge pour lui d'ajouter au sien le nom de du Vair ainsi que ses armes. C'est alors que nous voyons apparaître comme possesseur de la seigneurie Jacques Ribier du Vair Alleaume, Conseiller du roi au Parlement, Conseiller aux Requêtes qui conserva les biens jusqu'en 1683, date à laquelle Claude Le Peletier s'en rend acquéreur. Haut personnage de l'État (puisqu'il est le successeur de Colbert pour la gestion des finances de Louis XIV), il termine la construction de ce qui sera le château Le Pelletier. Le domaine reste dans la même famille jusqu'en 1734.
À cette date, c'est Nicolas de Ségur qui devient le nouveau seigneur de Villeneuve-le-Roi jusqu'à ce que Louis XV décide de lui racheter ses terres pour agrandir son domaine de Choisy-le-Roi, domaine de chasse, et y établir une faisanderie. La seigneurie proprement dite est achetée en 1765 par Jacques-Alexandre Gautier de Vinfrais, Inspecteur général des chasses de la Varenne du Louvre et officier de la Maréchaussée.
Louis XVI viendra quelquefois chasser en ces lieux, jusqu'à la Révolution.
Durant la guerre de 1870, la ville est occupée par l'armée prussienne qui encercle la capitale et le 
général von Tümpling établit son état-major au château de l'Abbaye (ancien domaine des Chartreux).
La fin du XIXe siècle est marquée par une politique d'urbanisation ayant pour but d'attirer la population parisienne. Pour exemple, le lotissement de 102 hectares du parc de la Faisanderie entrepris dès 1898.
La première gare de Villeneuve-le-Roi date de 1885 et est en fait l'actuelle Gare d'Orly-Ville. Construite sur la ligne de ceinture stratégique Valenton/Massy, proche du Haut-Pays et à la limite des deux communes, elle porte le nom d'"Orly - Villeneuve-le-Roi". Elle est d'abord desservie par les trains de ceinture, puis par les trains du PO en provenance de Paris-Austerlitz. À la demande des habitants des nouveaux lotissements, en mars 1914, une nouvelle gare dénommée "Villeneuve-le-Roi - La Faisanderie" est inaugurée sur la ligne de Juvisy-sur-Orge. L'ancienne gare perd alors la mention "Villeneuve-le-Roi" et la nouvelle perdra beaucoup plus tard la mention "La Faisanderie".
Après la Première Guerre mondiale, les terres cultivables sont elles aussi divisées pour la construction, de manière significative. À partir de cette époque, la population de la ville croît rapidement, tandis que le territoire de Villeneuve-le-Roi se voit gagné peu à peu par la construction puis l'extension du camp d'aviation d'Orly.
La disparition des grandes fermes marque la fin des exploitations, notamment céréalières et viticoles. Villeneuve-le-Roi entre dans l'ère industrielle. Ce sont des usines comme l'entreprise des sablières Morillon-Corvol ou encore les Chantiers de la Haute-Seine qui prennent le relais des exploitations agricoles et attirent à elles une forte population ouvrière, dont une grande partie est d'origine bretonne. La dernière grande phase de peuplement de la ville se situe dans les années 1950 et 1960.

## Politique et administration

### Elections
Depuis les échéances électorales de 2007, Villeneuve-le-Roi fait partie des 82 communes de plus de 3500 habitants utilisant les machines à voter.
Le 12 avril 2024, la commune a été condamnée par le tribunal administratif de Melun à fournir, dans un délai de deux mois, les procès-verbaux centralisateurs des deux tours des élections départementales et régionales des 20 et 27 juin 2021 à la personne qui en avait fait la demande. A la date du 23 juin 2024 cette demande n'était pas satisfaite.

### Liste des maires
Cinq maires se sont succédé depuis 1947 :
| Période        | Période        | Identité        | Étiquette       | Qualité |
| -------------- | -------------- | --------------- | --------------- | --- |
| octobre 1947   | mars 1965      | Gilbert Cartier | MRP             | Chef d'atelier Député de Seine-et-Oise (1946 → 1958) Conseiller général du canton de Villeneuve-le-Roi (1964 → 1967)                                                                          |
| mars 1965      | septembre 1978 | Maxime Kalinsky | PCF             | Chef de fabrication dans l’imprimerie Député de la 8e circonscription du Val-de-Marne (1973 → 1981) Conseiller général du canton de Villeneuve-le-Roi (1967 → 1976) Démissionnaire            |
| septembre 1978 | octobre 1989   | Pierre Martin   | PCF             | Conseiller général du canton de Villeneuve-le-Roi (1988 → 1989) Conseiller régional d'Île-de-France (1983 → 1986) Décédé en fonction                                                          |
| octobre 1989   | mars 2001      | Michel Herry    | PCF             | Ouvrier carrossier Conseiller général du canton de Villeneuve-le-Roi (1989 → 1994) |
| mars 2001      | En cours       | Didier Gonzales | RPR puis UMP-LR | Fonctionnaire Député de la 3e circonscription du Val-de-Marne (2007 → 2012) Conseiller général du canton de Villeneuve-le-Roi (2001 → 2007) Conseiller régional d'Île-de-France (2015 → 2021) |

### Politique environnementale
Du fait de sa situation géographique, Villeneuve-le-Roi est exposée à plusieurs risques majeurs naturels (inondations liées aux crues de la Seine) et technologiques (transport et stockage de matières dangereuses, accidents industriels ou aériens). Le dossier d'information communal sur les risques majeurs est consultable dans les mairies.De graves inondations de juin 2016 et de l'hiver 2018/2019 ont conduit l'Etat , le département et la municipalité a entreprendre des travaux importants, la ville bénéficie d'un PPRI, les zones naturelles sont protégées et valorisées ( Espace naturel sensible de LA PIERRE FRITTE, bords de seine , darses du port )

### Jumelages[21]
- Stourport-on-Severn (Royaume-Uni) depuis le 25 septembre 1971
- Vratsa (Bulgarie) depuis les années 80
- Arpino (Italie)
- São Pedro do Sul (Portugal) (Portugal) depuis 2014

### Villes Internet
Villeneuve-le-Roi a été récompensé au concours des villes Internet par deux arobases en 2005, puis par trois de 2006 à 2008.

## Population et société

### Démographie
L'évolution du nombre d'habitants est connue à travers les recensements de la population effectués dans la commune depuis 1793. Pour les communes de plus de 10 000 habitants les recensements ont lieu chaque année à la suite d'une enquête par sondage auprès d'un échantillon d'adresses représentant 8 % de leurs logements, contrairement aux autres communes qui ont un recensement réel tous les cinq ans,.

En 2022, la commune comptait 20 871 habitants, en évolution de −0,71 % par rapport à 2016 (Val-de-Marne : +3 %, France hors Mayotte : +2,11 %).
| 1793 | 1800 | 1806 | 1821 | 1831 | 1836 | 1841 | 1846 | 1851 |
| ---- | ---- | ---- | ---- | ---- | ---- | ---- | ---- | ---- |
| 480  | 480  | 445  | 423  | 438  | 407  | 406  | 471  | 417  |

| 1856 | 1861 | 1866 | 1872 | 1876 | 1881 | 1886 | 1891 | 1896 |
| ---- | ---- | ---- | ---- | ---- | ---- | ---- | ---- | ---- |
| 474  | 508  | 485  | 478  | 516  | 549  | 626  | 687  | 782  |

| 1901  | 1906  | 1911  | 1921  | 1926  | 1931   | 1936   | 1946   | 1954   |
| ----- | ----- | ----- | ----- | ----- | ------ | ------ | ------ | ------ |
| 1 243 | 1 871 | 2 780 | 4 558 | 8 388 | 13 747 | 14 400 | 14 794 | 16 715 |

| 1962   | 1968   | 1975   | 1982   | 1990   | 1999   | 2006   | 2011   | 2016   |
| ------ | ------ | ------ | ------ | ------ | ------ | ------ | ------ | ------ |
| 22 300 | 23 074 | 21 096 | 20 512 | 20 325 | 18 292 | 18 531 | 18 610 | 21 021 |

| 2021   | 2022   | - | - | - | - | - | - | - |
| ------ | ------ | - | - | - | - | - | - | - |
| 21 129 | 20 871 | - | - | - | - | - | - | - |

### Enseignement
Villeneuve-le-Roi est située dans l'académie de Créteil.

#### Établissements scolaires
La ville administre :
- 6 écoles maternelles :

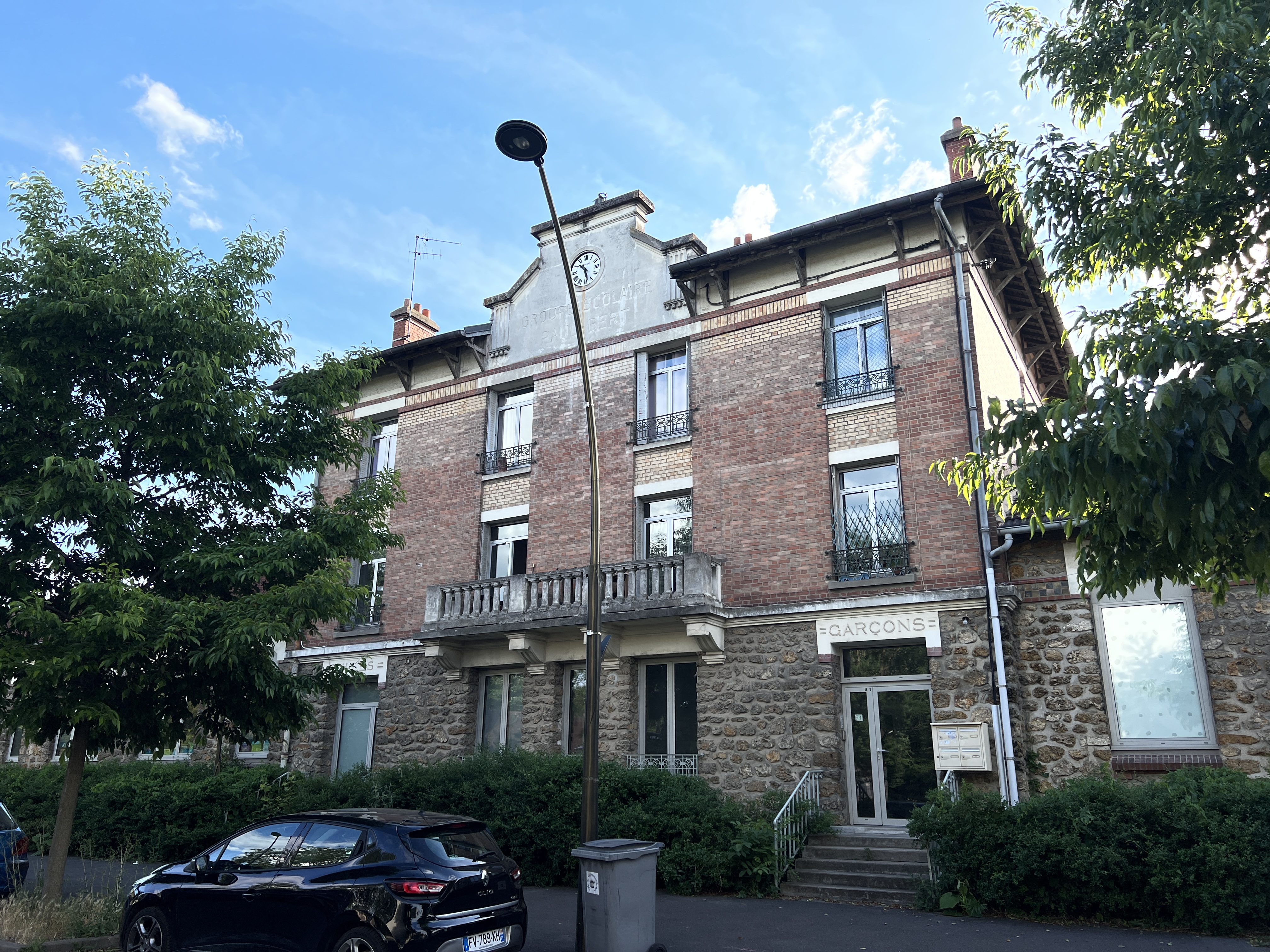
Groupe scolaire Paul Bert.

  - Cites Unies située avenue Leblanc-Barbedienne ;
  - Paul Painlevé située 100 avenue Paul-Painlevé ;
  - Paul Bert située rue Paul Bert ;
  - Paul Eluard située 70 rue Jean-Jacques Rousseau ;
  - Pauline Kergomard située 58 avenue Carnot ;
  - Annie Fratellini située 29 voie Normande ;
- 4 écoles élémentaires :
  - Paul Bert située rue Paul Bert ;
  - Paul Painlevé située 100 avenue Paul-Painlevé ;
  - Jules Ferry située 26 rue des Tilleuls ;
  - Jean Moulin située 154 avenue de la République.

Le département du Val-de-Marne gère 3 collèges :
- Christiane Desroches Noblecourt anciennement Georges Brassens situé avenue Le Foll ;[25]
- Jean Macé situé 13 avenue Leblanc-Barbedienne ;
- Jules Ferry situé 17ter avenue Poincaré ;

La région Île-de-France gère le Lycée Marianne (en) anciennement Lycée Georges Brassens situé avenue Le Foll.

### Santé
La Résidence services seniors Les Sables d'Or est active depuis 2012.

## Économie

### Entreprises et commerces
La ville dispose de :
- Plusieurs supermarchés : 
  - Intermarché Villeneuve-Le-Roi situé au 32-38 avenue Le Foll
  - Lidl situé au 1 Cour de Verdun
  - Franprix situé au 55 Rue du Général de Gaulle
- Une station essence située sur le parking de l'Intermarché
- Plusieurs stations de lavage auto
- Un concessionnaire automobile
- Plusieurs Garages
- Plusieurs entreprises de matériaux
- Plusieurs restaurants, boulangeries et Fast-Foods
- Plusieurs commerçants indépendants

## Culture locale et patrimoine

### Monuments classés

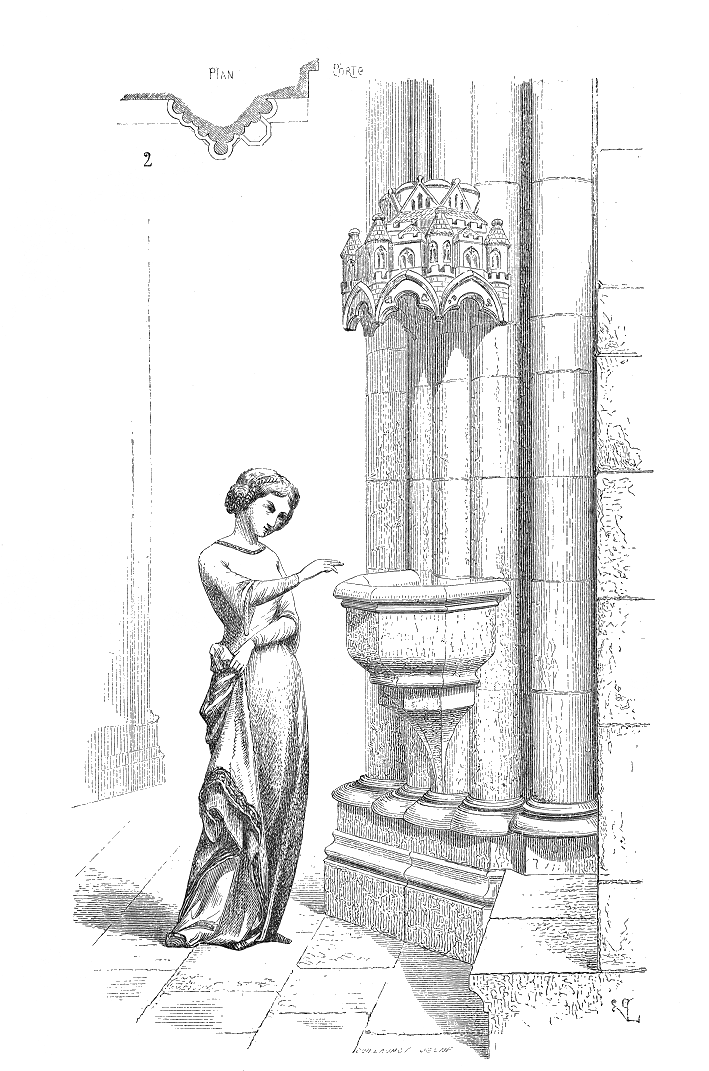
Bénitier de l'église de Villeneuve-le-Roi

La commune dispose de deux sites classés au titre des monuments historiques :
- Église Saint-Pierre-Saint-Paul (Notice no PA00079917)
- Menhir dit La Pierreffite (Notice no PA00079918)

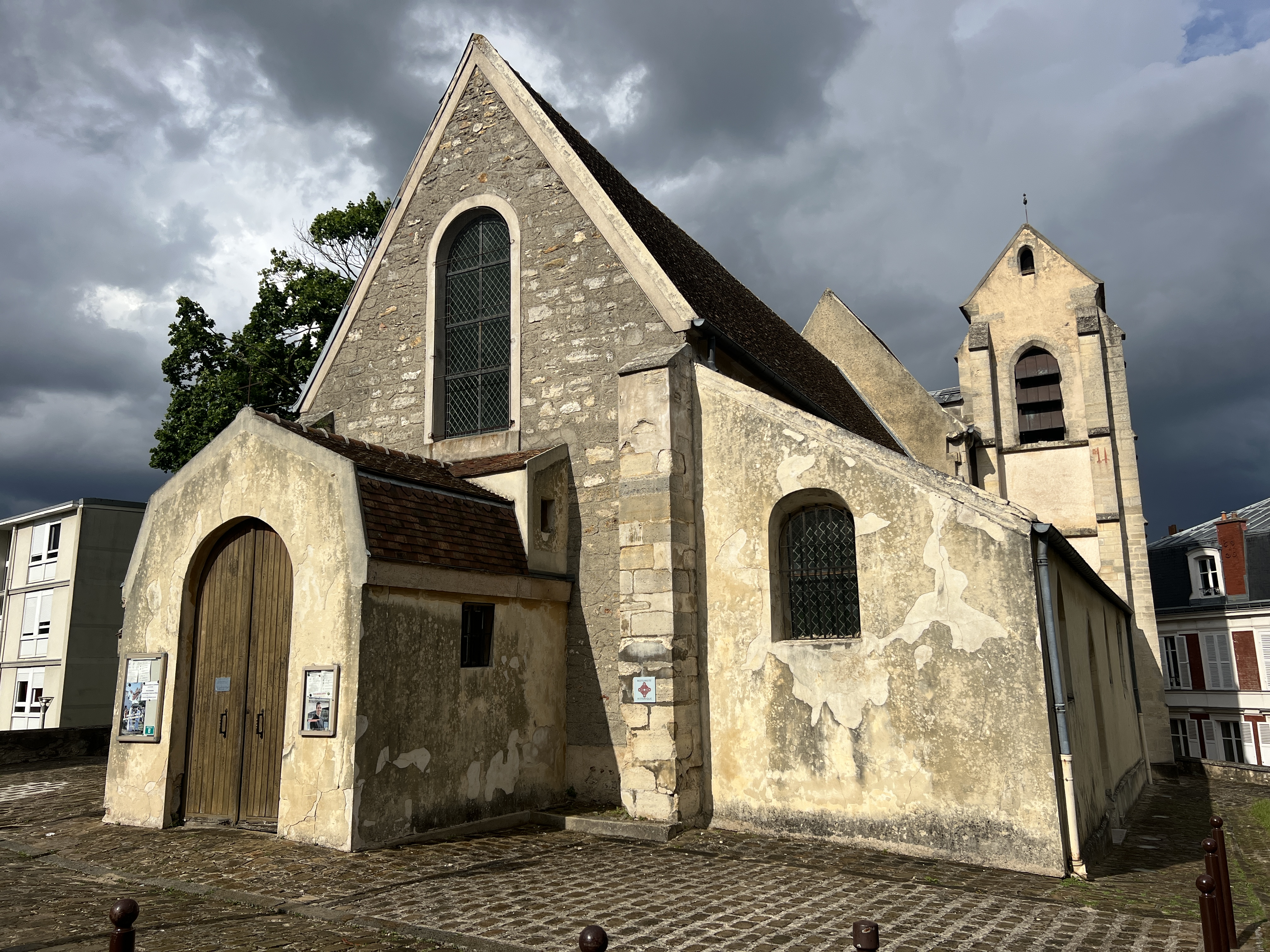
Église Saint-Pierre - Saint-Paul (Haut-Pays)
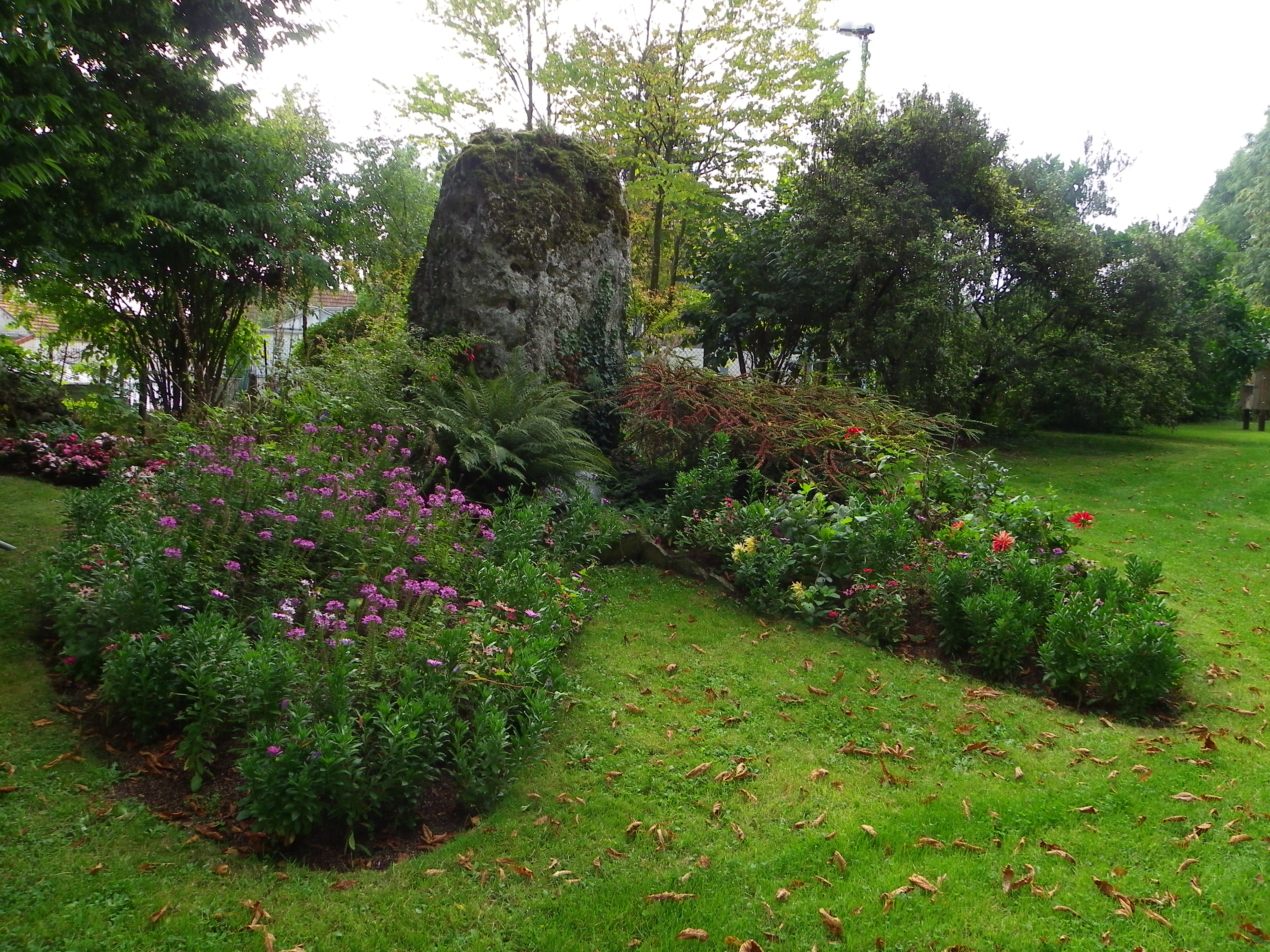
Menhir dit La Pierreffite (Parc de la Mairie)

### Lieux et monuments
- Kiosque

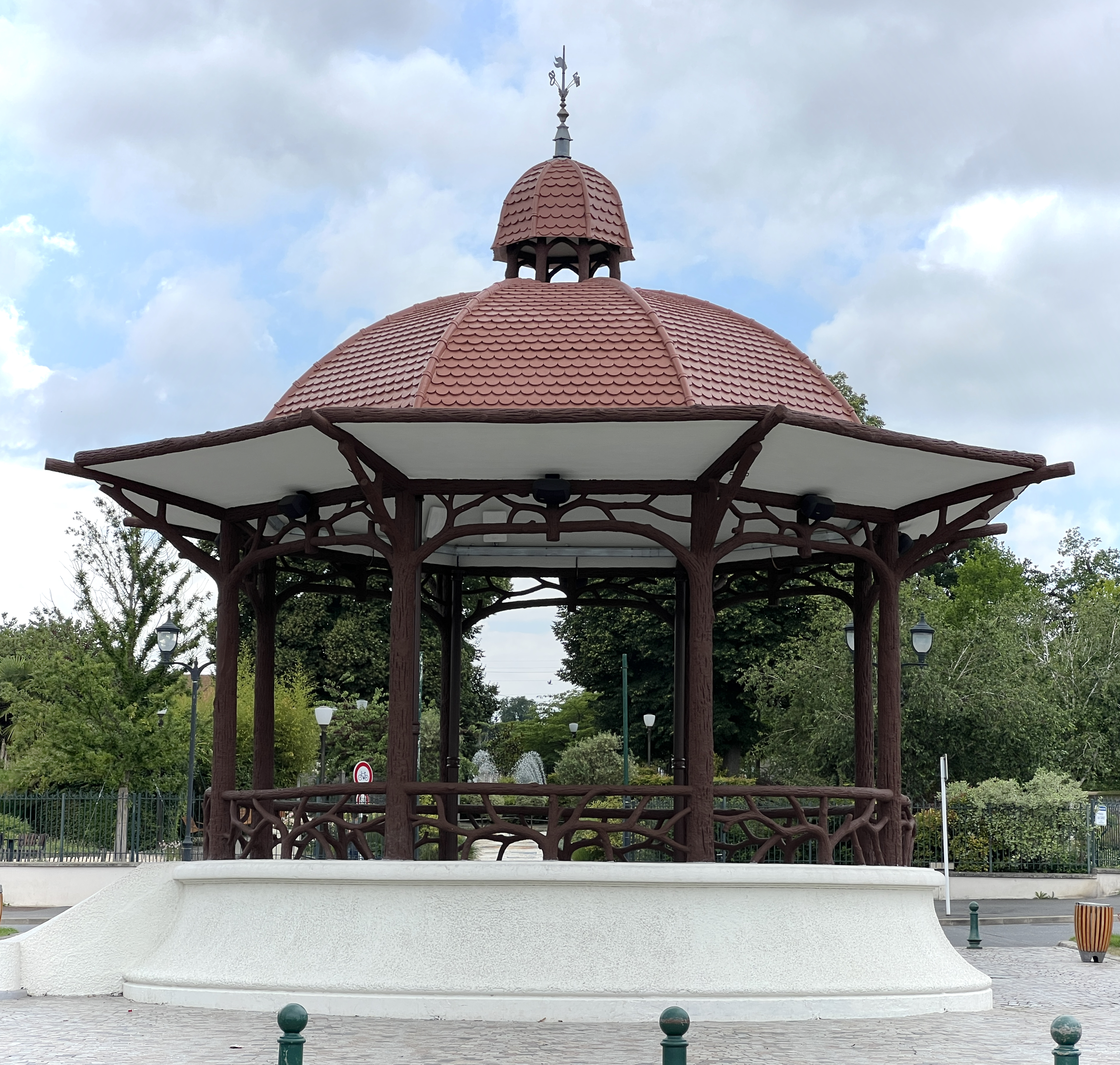
Le kiosque.

La Société du Parc fit ériger par un entrepreneur d'Ablon-sur-Seine en 1907 (peu après le lotissement du Parc de la Faisanderie) un kiosque à musique au rond-point appelé "Place de l'Étoile" (devenu plus tard "Place Amédée Soupault"). En 1909, un Monument à Amédée Soupault, surmonté de sa statue, fut inauguré sur la place ; il disparut au cours de la Seconde Guerre mondiale. Pendant la belle saison, des sociétés musicales donnaient des concerts le dimanche afin d'attirer à Villeneuve-le-Roi des acquéreurs éventuels pour les terrains.
- Statue Henri Gilbert

- Mairie

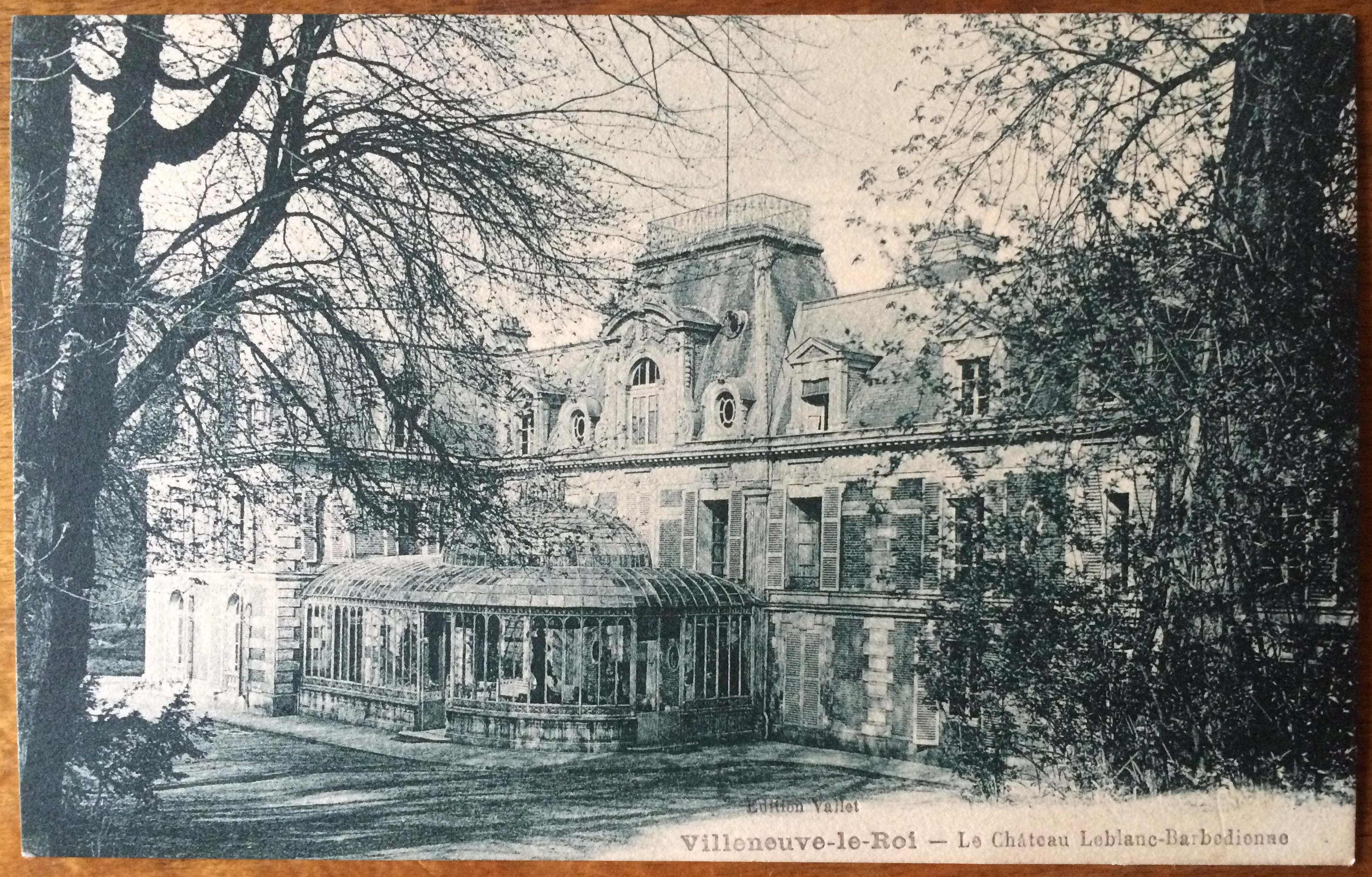
Carte postale du Château Leblanc-Barbedienne à Villeneuve-le-Roi

L'actuelle mairie était auparavant le château de Gustave Leblanc-Barbedienne.

### Parcs et jardins
Villeneuve-le-Roi a obtenu deux fleurs au concours des villes et villages fleuris.
La commune possède une longue promenade sur les bords de Seine, actuellement en cours de requalification paysagère. Elle possède surtout les anciennes darses des chantiers de Seine, redevenues sauvages, où bon nombre d'oiseaux nicheurs sont présents (cormorans, hérons, pigeons ramiers, canards, oies et cygnes blancs). En outre, de nouveaux espaces verts, dont celui de "Parc en Seine", d'une superficie de 33 000 m2, agrémente le quotidien des Villeneuvois.

### Personnalités liées à la commune
- Jean Gréau, homme politique né le 11 août 1731 et mort le 17 janvier 1810 à Villeneuve-le-Roi (Yonne).
- Raymond M.L., Résistant FTP FFI Mort pour la France dans la nuit du 14 au 15 août 1944, avec Albert Larmé et Georges Hervier, tous trois morts au combat contre l'occupant allemand.
- Robert Boutigny, céiste médaillé olympique, né à Villeneuve-le-Roi en 1927.
- Michèle Alliot-Marie, née à Villeneuve-le-Roi le 10 septembre 1946 ;
- Dany-Caligula, vidéaste et streamer Twitch qui a grandi dans cette ville.
- Tony Duvert, né à Villeneuve-le-Roi le 2 juillet 1945, écrivain, Prix Médicis 1973 ;

Un certain nombre de personnalités ont effectué une partie de leurs études au lycée Georges Brassens de Villeneuve-le-Roi : le footballeur Basile Boli, le rappeur MC Solaar, l'acteur Bruno Salomone, l'homme politique Louis Boyard etc.
Marc Laurent, champion du monde de voile sur 470 en 1975, 8e aux Jeux olympiques de Montréal, entraîneur national sur 6 olympiades, consultant aux Jeux olympiques de Barcelone et d'Athènes pour TF1 et Antenne 2, demeura pendant longtemps Voie Normande. Ses parents y vécurent et y moururent. Tout comme son grand-père paternel, qui fut employé municipal et qui est inhumé aussi à Villeneuve-le-Roi.
- Romane Dicko, championne d'Europe séniors de judo 2018, médaille d'or par équipe et médaille de bronze en individuel aux Jeux olympiques d'été de 2020[31].

### Héraldique, logotype et devise
| Blason de Villeneuve-le-Roi avec les ornements extérieurs | Les armes de Villeneuve-le-Roi se blasonnent ainsi : D'azur semé de fleurs de lis d'or au chef cousu de gueules chargé de trois grappes de raisin tigées et feuillées d'or. Ce blason a été réalisé en 1952 par Robert Louis, car malgré de nombreuses recherches, les anciennes armoiries de Villeneuve-le-Roi sont restées introuvables. | Logotype de Villeneuve-le-Roi |

## Pour approfondir